# シューター (映画)
『シューター』（The Shooter）は、テッド・コッチェフ監督、ドルフ・ラングレン主演の1995年のアメリカのアクションドラマ映画。キューバ大使暗殺事件の解決を依頼され政治に巻き込まれるアメリカ合衆国副保安官をドルフ・ラングレンが演じている。日本劇場未公開。テレビ放送時のタイトルは『シューター 女スパイ 標的の罠』。
本作には104分の国際版と米国とフランスで公開された89分の短縮版の2種のバージョンが存在する。

## あらすじ
CIAエージェントのマイケル・デイン（ドルフ・ラングレン）は、キューバ大使の殺害事件を解決するために派遣された後、政治的陰謀に巻き込まれる。

## キャスト
| 役名               | 俳優                       | 日本語吹替 | 日本語吹替   |
| 役名               | 俳優                       | VHS版      | テレビ東京版 |
| ------------------ | -------------------------- | ---------- | ------------ |
| マイケル・デイン   | ドルフ・ラングレン         | 大塚明夫   | 大塚明夫     |
| アレックス・リード | ジョン・アシュトン         | 仲野裕     | 富田耕生     |
| シモーヌ・ロセット | マルーシュカ・デートメルス | 深見梨加   | 塩田朋子     |
| ディック・パウエル | ギャヴァン・オハーリー     | 小室正幸   | 坂口芳貞     |
| マルタ             | アサンプタ・セルナ         | 一城みゆ希 |              |

- VHS版

その他声の出演： 徳丸完、中村秀利、宝亀克寿、荒川太郎、小形満、棚田恵美子、室園丈裕
演出：岩見純一、翻訳：原口真由美、制作：ACクリエイト
- テレビ東京版：初回放送1998年1月29日『木曜洋画劇場』

その他声の出演：谷口節、戸谷公次、寺内よりえ、宝亀克寿、小山武宏、伊藤和晃、坪井智浩、水野龍司、中田和宏、磯辺万沙子
演出：向山宏志、翻訳：武満真樹、調整：長井利親、効果：南部満治、制作：テレビ東京／ニュージャパンフィルム

## 製作

### 撮影
物語の舞台は当初フランスだったが、チェコ共和国に変更された。